# Michal Yehouda Lefkowitz
Michal Yehouda Lefkowitz (né à Valojyn, aujourd'hui en Biélorussie en 1913 et mort à Jérusalem le 27 juin 2011 à l'âge de 97 ans) est un rabbin et un des leaders du judaïsme orthodoxe litaï en Israël. 
Habitant Bnei Brak, il est l'un des dirigeants de la Yechiva Ketana de Poniovitch et membre du Moetzes Gedolei HaTorah de Degel HaTorah. Il était un élève du Rav Shlomo Heiman à Vilnius. Il émigre en Israël en 1936 et se dirige vers la Yeshiva de Hevron à Jérusalem où il devient proche du rabbin Yehezkel Sarna. Il se rapprochera également du 'Hazon Ish et du rabbin Isser Zalman Meltzer Il a publié deux volumes Chiddushei rabbi Shlomo, la Torah de son maître le rabbin Shlomo Heiman ainsi que Min'hat Yehouda sur les traités Bava Kamma, Kiddoushin, Guittin et le seder Zeraïm.